# Бамбинтон
«Бамбинтон» — український російськомовний музичний гурт, заснований у Києві 2017 року Анастасією Лисициною, колишньою співачкою лейблу Kruzheva Music, та репером з Дніпра Євгенієм Тріпловим.
На перший погляд може здатися, що назва гурту походить від слова «бадмінтон» та написана з помилкою, проте з італійської мови «bambino» — це хлопчик, а «bambina» — це дівчинка. Тому «бамбинтон» — це сполучення чоловічого та жіночого початків.

## Історія
17 лютого 2017 року вийшло дебютне відео до треку під назвою «Зая». Ця композиція описує історію дівчинки, яка не є головною у житті чоловіка. Протягом року кліп на YouTube переглянули  34, 278, 560  млн разів[джерело?].
17 травня 2017 року вийшов другий сингл і відео до нього під назвою «Красавица и чудовище». Кліп є пародію на фільми жахів і не тільки.
17 серпня 2017 року вийшов третій кліп під назвою «Больная любовь».
8 грудня 2017 року вийшов альбом "Альбом года",  до якого увійшло 11 композіций. 
13 листопада 2018 року вийшов четвертий кліп під назвою «Аленка».
5 вересня 2019 року вийшов  п'ятій кліп під назвою "Свидание".
19 грудня 2019 року вийшов шостий кліп назвою "Танцуй, танцуй"